# Да Винчијеви демони
Да Винчијеви демони је историјска фантастика, драма која представља младост Леонарда да Винчија. Серију је осмислио Дејвид Гојер, а главну улогу глуми Том Рајли. Развијена је и произведена у сарадњи са BBC Worldwide, а снимана је у Велсу. Серија је дистрибуирана у преко 120 земаља.
Серија прати Леонарда који је умешан у политичке планове Медичи и Паци породица и њихових супротстављених односа са католичком црквом. Ови догађаји се дешавају током Леонардове потраге за Књигом Лишћа, током које он долази у контакт са древним култом познатим под именом Синови Митре.
Серија је премијерно приказана у Сједињеним Америчким Државама 12. априла 2013, а друга сезона 22. марта 2014. Трећа сезона приказана је премијерно 24. октобра 2015. године.

## Радња
Серија прати фиктивни рани живот Леонарда да Винчија током ренесансе у Италији. Он је ексцентрични геније који се бори са својим унутрашњим демонима и необузданом маштом, док жуди за прихватањем од стране свог отуђеног оца. Њихов понекад непријатељски однос резултирао је тиме да Леонардо ради на двору Медичи. Он полако постаје умешан у политичке интриге око контроле над Фиренцом тако што открива шпијуна који открива информације католичкој цркви и породици Паци. Такође започиње аферу са Лукрецијом Донати, љубавницом Лоренца Медичија. Серија показује многе Леонардове проналаске и радове док је био војни инжењер за Војводе од Милана и Борџије.
Ови догађаји смештени су у периоду Леонардове потраге за Књигом Лишћа. Он је вођен мистиком да ће, након проналаска ове књиге, бити у могућности да откључа скривене области свог ума приступањем Фонтани сећања. Такође је и повезан са мистериозним култом познатим као Синови Митре. Они га обавештавају да ће, након проналаска књиге, моћи не само да види, већ и да обликује будућност.

## Улоге
| Глумац       | Улога                                             |
| ------------ | ------------------------------------------------- |
| Том Рајли    | Леонардо да Винчи                                 |
| Лаура Хедок  | Лукреција Донати                                  |
| Блејк Ритсон | гроф Ђироламо Риарио                              |
| Елиот Коуен  | Лоренцо Медичи                                    |
| Лара Пулвер  | Кларис Орсини                                     |
| Џејмс Фокнер | Папа Сикст IV - Франческо и Алесандро дела Ровере |